# Erhöhte Abschreibung
Eine erhöhte Abschreibung ist eine Sonderform der steuerrechtlichen Absetzungen für Abnutzung. Sie kann unter bestimmten Voraussetzungen anstelle der normalen Abschreibung vorgenommen werden. Während die Sonderabschreibung die reguläre Abschreibung eines Wirtschaftsgutes nicht betrifft, wird bei der erhöhten Abschreibung diese dadurch ersetzt. Rechtsgrundlage für erhöhte Abschreibungen sind § 7h und § 7i EStG. Durch die erhöhten Absatzbeträge tritt in den Jahren der Inanspruchnahme eine steuerliche Entlastung für den Steuerpflichtigen ein. Handelsrechtlich sind erhöhte Absetzungen seit der Änderung des Handelsgesetzbuches im Rahmen des BilMoG nicht mehr zulässig.
Erhöhte Absetzungen können demnach bei Baumaßnahmen vorgenommen werden, welche für die Schaffung neuer Mietwohnungen gedacht sind, sofern der Bauantrag nach dem 2. Oktober 1989 gestellt worden ist, und der Bauauftrag vor 1996 fertiggestellt worden ist. Außerdem für Wirtschaftsgüter die dem Umweltschutz dienen (sofern zwischen 1975 und 1984 erbaut oder angeschafft), Baudenkmäler, Wohnungen mit Sozialbindung (sofern zwischen 1989 und 1996 erbaut oder angeschafft), sowie für bestimmte Baumaßnahmen im Sinne des Bundesbaugesetzes und des Städtebauförderungsgesetzes.
Voraussetzung für die erhöhte Abschreibung ist allerdings eine vertragliche Vereinbarung (Modernisierungsvereinbarung), mit der sich der Bauherr gegenüber der Stadt zur Beseitigung der Missstände und zur Behebung der Mängel gemäß § 177 Baugesetzbuch (BauGB) verpflichtet. Grundlage für eine solche vertragliche Vereinbarung ist dabei, dass die beabsichtigte Sanierung des Anwesens den vom Stadtrat beschlossenen Sanierungsgrundsätzen bzw. -zielen des jeweils förmlich festgelegten Gebietes entspricht.
Neben den erhöhten Absetzungen ist grundsätzlich keine weitere Absetzung erlaubt, da die erhöhten Absetzungen an die Stelle der normalen Abschreibung treten. Umfasst die Bemessungsgrundlage für die erhöhten Absetzungen aber nicht die gesamte Bemessungsgrundlage des Wirtschaftsguts, sind für die nicht begünstigten Teile des Wirtschaftsguts normale Abschreibungen vorgesehen.